# Clemens J. Setz

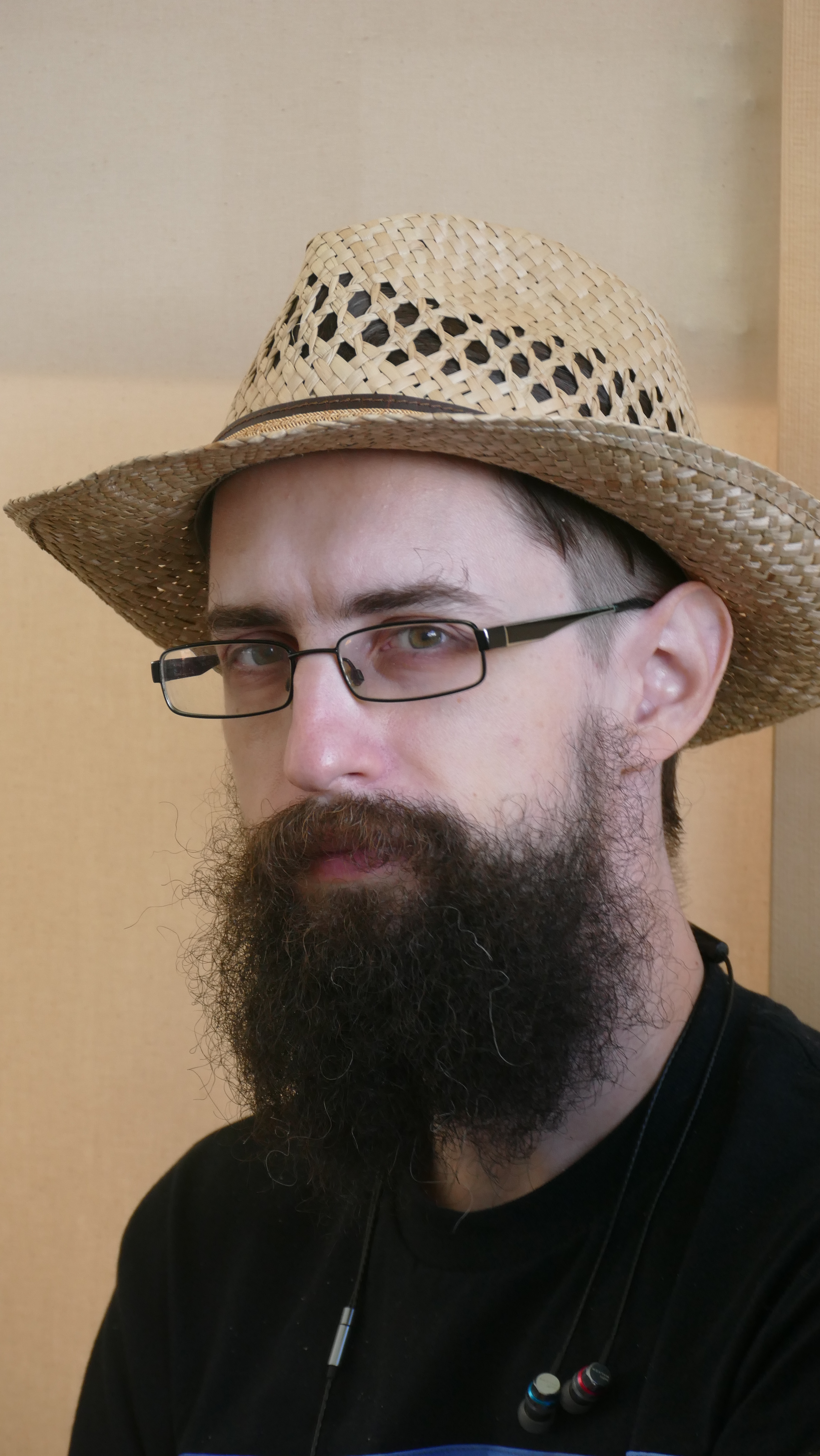
Clemens J. Setz (2019)

Clemens Johann Setz (* 15. November 1982 in Graz, Steiermark) ist ein österreichischer Schriftsteller und Übersetzer.

## Leben
Geboren wurde Setz 1982 in Graz. 2000 legte er die Reifeprüfung mit Auszeichnung am Bundesrealgymnasium Kepler ab und begann ein Lehramtsstudium der Mathematik und Germanistik an der Karl-Franzens-Universität in Graz, das er jedoch nicht abschloss.
Neben dem Studium arbeitete Setz als Übersetzer und veröffentlichte Gedichte und Erzählungen in Zeitschriften und Anthologien. In seiner Jugend hatte Clemens Setz kaum Interesse an Literatur. Die Initialzündung für seine Karriere als Autor war der Schriftsteller Ernst Jandl, dessen Gedicht Die Morgenfeier weckte in ihm die Lust an Literatur. Von Computerspielen hatte Setz als Teenager Migräne bekommen, das Lesen verschaffte ihm Linderung. Setz ist Gründungsmitglied der Literaturgruppe Plattform.
Setz glaubt nach eigener Darstellung an Ufos und befasst sich intensiv mit Sichtungsereignissen und Theorien zu ihrer Erklärung. Er kann sich natürliche Erklärungen für das Phänomen vorstellen, die nicht notwendig mit Außerirdischen zu tun haben müssen. Er plant, ein Memoir zu dem Themenkomplex zu schreiben. Verschwörungserzählungen faszinieren ihn seit der Kindheit.
Clemens J. Setz lebt in Wien, ist verheiratet und hat eine 2021 geborene Tochter.

## Wirken

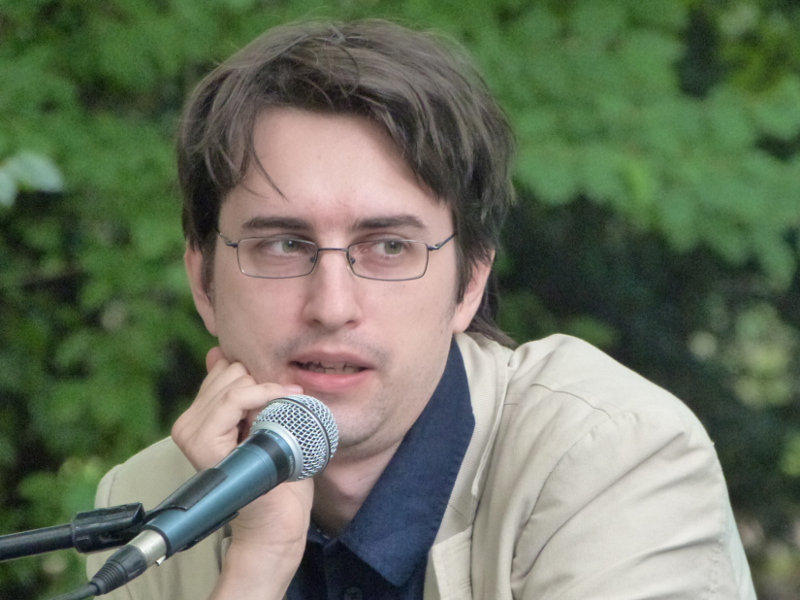
Clemens J. Setz (2012)

Seit 2011 verfasste er für die Literaturzeitschrift Volltext die Serie Nicht mehr lieferbar über vergriffene Werke aus seiner Sicht bedeutender Schriftsteller. Sein 2012 erschienener Roman Indigo gelangte auf die Shortlist des Deutschen Buchpreises. In seinem Gedichtband Die Vogelstraußtrompete thematisiert Clemens J. Setz die vielfältigen Realitäten der Gegenwart von Comicstrips bis Wissenschaft und zitiert dabei unter anderem wörtlich aus dem englischen Wikipediaartikel Reality Checkpoint. Der 2015 erschienene, mehr als 1000 Seiten lange Roman Die Stunde zwischen Frau und Gitarre wurde ebenfalls für den Deutschen Buchpreis nominiert. In einem Interview mit Ijoma Mangold 2016 sprach Setz sowohl über seine nonverbal akustische Synästhesie als auch über seine im Jahr 2013 aufgetretenen Panikattacken, die auf einem durch Gastritis ausgelösten Speiseröhrenkrampf, nicht auf psychischen Ursachen beruht hatten.
Die Premiere des Theaterstücks Frequenzen fand am 12. März 2016 in der Regie von Alexander Eisenach am Schauspielhaus Graz statt. 2018 wurde dort sein Stück Erinnya unter der Regie von Claudia Bossard uraufgeführt. Sein Stück Die Abweichungen wurde zu den Mülheimer Theatertagen 2019 eingeladen. 2020 veröffentlichte er den Band Die Bienen und das Unsichtbare, in dem er sich mit Plansprachen auseinandersetzt. Kolja Reichert attestierte dem Buch in der Zeit eine „befreiende Wirkung“, weil es darin „existenziell“ darum gehe, wie ein Leben in ein anderes übersetzt werden könne: Der Leser lerne, die Welt „als nicht hierarchische Ansammlung für sich anschauungswürdiger Einzelheiten“ anzusehen.
Setz interessiert sich für die originale Literatur der konstruierten Sprache Esperanto und veröffentlichte 2018 eine Rede über William Auld unter dem Titel Ein Meister der alten Weltsprache. Darin klagte er u. a. über die fehlende Wahrnehmung der Esperanto-Literatur: „Die Originalliteratur in Esperanto ist riesengroß – und doch gibt es fast gar keine Übersetzungen ins Deutsche. Es ist eine schöne, reiche Parallelliteraturwelt mit eigenen Avantgarden, Klassikern, Ausreißern, Genies.“

## Auszeichnungen und Ehrungen
2007 erschien Setz’ Debütroman Söhne und Planeten, welcher auf die Shortlist des aspekte-Literaturpreises gelangte. 2008 wurde er zum Ingeborg-Bachmann-Preis eingeladen, wo er mit der Novelle Die Waage den Ernst-Willner-Preis gewann. 2009 wurde sein zweiter Roman Die Frequenzen für den Deutschen Buchpreis nominiert. Setz war 2010 Gast des Internationalen Literaturfestivals Berlin. Für seinen Erzählband Die Liebe zur Zeit des Mahlstädter Kindes erhielt er 2011 den Preis der Leipziger Buchmesse in der Kategorie Belletristik.
Das Hörspiel Flüstern in stehenden Zügen nach dem gleichnamigen Theaterstück von Clemens J. Setz wurde im Juni 2021 von der Deutschen Akademie der Darstellenden Künste zum Hörspiel des Monats gewählt. Setz' Roman Monde vor der Landung wurde für den Preis der Leipziger Buchmesse 2023 nominiert. Der Roman erzählt von einem überzeugten Anhänger der Hohlerde-Theorie im „Dritten Reich“. Setz wurde dafür mit dem Österreichischen Buchpreis ausgezeichnet.

## Werke (Auswahl)
Als Autor

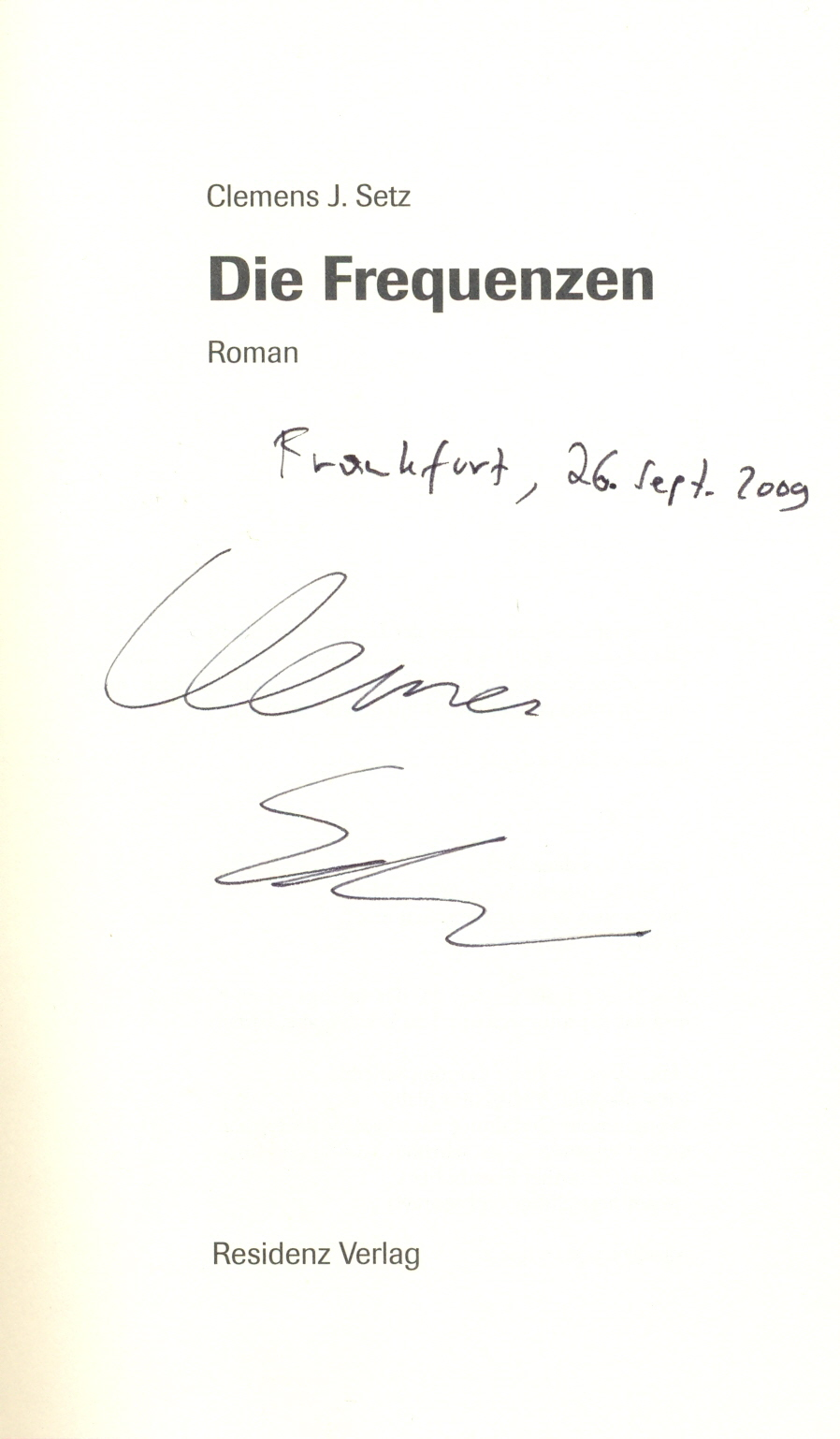
Autogramm

- Söhne und Planeten. Roman. Residenz, St. Pölten 2007, ISBN 978-3-7017-1484-1; btb, München 2010, ISBN 978-3-442-73902-8.
- Die Frequenzen. Roman. Residenz, St. Pölten 2009, ISBN 978-3-7017-1515-2; btb, München 2011, ISBN 978-3-442-74111-3.
- Die Liebe zur Zeit des Mahlstädter Kindes. Erzählungen. Suhrkamp, Berlin 2011, ISBN 978-3-518-42221-2; Taschenbuch ebd. 2012, ISBN 978-3-518-46335-2.
- Zeitfrauen. (= Schöner Lesen. Nr. 112). SuKuLTuR, Berlin 2012, ISBN 978-3-941592-34-6.
- Indigo. Roman. Suhrkamp, Berlin 2012, ISBN 978-3-518-42324-0.[21]
- Die Vogelstraußtrompete. Gedichte. Suhrkamp, Berlin 2014, ISBN 978-3-518-42416-2.
- Till Eulenspiegel – Dreißig Streiche und Narreteien. Nacherzählung, mit Illustrationen von Philip Waechter. Insel, Berlin 2015, ISBN 978-3-458-20014-7.
- Glücklich wie Blei im Getreide. Nacherzählungen. Suhrkamp, Berlin 2015, ISBN 978-3-518-46587-5.
- Die Stunde zwischen Frau und Gitarre. Roman. Suhrkamp, Berlin 2015, ISBN 978-3-518-42495-7.
- Verweilen unter schwebender Last. Tübinger Poetik-Dozentur 2015 (zusammen mit Kathrin Passig). Swiridoff, Künzelsau 2016, ISBN 978-3-89929-336-4.
- Bot: Gespräch ohne Autor. Suhrkamp, Berlin 2018, ISBN 978-3-518-42786-6.
- Ein Meister der alten Weltsprache. William Auld (= Zwiesprachen). Wunderhorn, Heidelberg 2018, ISBN 978-3-88423-599-7 (Rede im Lyrik Kabinett München).
- Die Abweichungen. Theaterstück, Uraufführung Schauspiel Stuttgart, Saison 2018/19
- Der Trost runder Dinge. Erzählungen. Suhrkamp, Berlin 2019, ISBN 978-3-518-42852-8.
- Die Bienen und das Unsichtbare. Suhrkamp, Berlin 2020, ISBN 978-3-518-42965-5.[22]
- Flüstern in stehenden Zügen. Theaterstück, Schauspielhaus Graz / Münchner Kammerspiele, Saison 2020/21
- Die Übungen. Kurzgeschichte, DAS GRAMM #1, 2021.
- Gedankenspiele über die Wahrheit. Droschl, Graz 2022, ISBN 978-3-9905-9103-1.
- Der Triumph der Waldrebe in Europa. Theaterstück, Uraufführung Schauspiel Stuttgart, Saison 2022/23[23]
- Monde vor der Landung. Suhrkamp, Berlin 2023, ISBN 978-3518431092. Rezensionen dazu
- Das All im eignen Fell: Eine kurze Geschichte der Twitterpoesie. Suhrkamp, Berlin 2024, ISBN 978-3-518-22559-2.[24]
- Mopsfisch. (Illustriert von Stefanie Jeschke), Insel Verlag, Berlin 2025, ISBN 978-3-458-64500-9
- Die Erfindung. Theaterstück, Uraufführung Schauspiel Stuttgart, Saison 2024/25

Als Übersetzer
- John Leake: Der Mann aus dem Fegefeuer. Das Doppelleben des Jack Unterweger. Residenz, St. Pölten 2008, ISBN 978-3-7017-3101-5 (englisch: Entering Hades. Übersetzt von Clemens J. Setz, auch: Heyne, München 2010, ISBN 978-3-453-43473-8).[25]
- Edward Gorey: Der andere Zoo. Lilienfeld Verlag, Düsseldorf 2015 (2. Aufl.: 2019), ISBN 978-3-940357-52-6 (englisch: The Utter Zoo. Übersetzt von Clemens J. Setz)
- Edward Gorey: Das unglückselige Kind. Lilienfeld Verlag, Düsseldorf 2018, ISBN 978-3-940357-67-0 (englisch: The Hapless Child. Übersetzt von Clemens J. Setz)
- Edward Gorey: Der Osbick-Vogel. Lilienfeld Verlag, Düsseldorf 2020, ISBN 978-3-940357-79-3 (englisch: The Osbick Bird. Übersetzt von Clemens J. Setz)
- Scott McClanahan: Sarah. ars vivendi, Cadolzburg 2020, ISBN 978-3-7472-0107-7 (englisch: The Sarah Book. Übersetzt von Clemens J. Setz)
- Scott McClanahan: Crap. ars vivendi, Cadolzburg 2021, ISBN 978-3-7472-0222-7 (englisch: Crapalachia. A Biography Of Place. Übersetzt von Clemens J. Setz)
- Zach Williams: Es werden schöne Tage kommen. dtv, München 2025, ISBN 978-3-423-28461-5 (englisch: Beautiful Days. Übersetzt von Bettina Abarbanell und Clemens J. Setz)
- Anne de Marcken: Es währt für immer und dann ist es vorbei. Suhrkamp, Berlin, 2025, ISBN 978-3-518-43222-8 (englisch: It Lasts Forever and Then It's Over. Übersetzt von Clemens J. Setz)

## Filmografie
- 2018: Zauberer (Drehbuch, gemeinsam mit Sebastian Brauneis und Nicholas Ofczarek)

## Auszeichnungen
- 2007: Autorenprämie des Bundesministeriums für Unterricht, Kunst und Kultur (2007) für Söhne und Planeten
- 2008: Österreichisches Staatsstipendium
- 2008: Literaturförderungspreis der Stadt Graz
- 2008: Auszeichnung des österreichischen Bundesministeriums für Unterricht, Kunst und Kultur für ein „besonders gelungenes literarisches Debüt“
- 2008: Ernst-Willner-Preis beim Ingeborg-Bachmann-Wettbewerb für Die Waage
- 2010: Bremer Literaturpreis für Die Frequenzen
- 2011: Preis der Leipziger Buchmesse für Die Liebe zur Zeit des Mahlstädter Kindes (Kategorie: Belletristik)
- 2010: Outstanding Artist Award für Literatur des Bundesministeriums für Unterricht, Kunst und Kultur
- 2013: Literaturpreis des Kulturkreises der Deutschen Wirtschaft
- 2015: Wilhelm Raabe-Literaturpreis für Die Stunde zwischen Frau und Gitarre
- 2016: Poetik-Professur an der Universität Bamberg
- 2017: Literaturpreis des Landes Steiermark[26]
- 2018: Thomas-Pluch-Drehbuchpreis – Spezialpreis der Jury für Zauberer[27]
- 2018: Merck-Kakehashi-Literaturpreis des Technologieunternehmens Merck und des Goethe-Instituts Tokyo[28]
- 2019: Berliner Literaturpreis[29]
- 2020: Jakob-Wassermann-Literaturpreis[30]
- 2020: Kleist-Preis[31]
- 2021: Georg-Büchner-Preis[32]
- 2023: Frankfurter Poetik-Dozentur[33]
- 2023: Franz-Nabl-Preis[34]
- 2023: Deutscher Buchpreis – Longlist (Monde vor der Landung)[35]
- 2023: Österreichischer Buchpreis mit Monde vor der Landung[36][37]
- 2024: Poeta Laureatus des Literaricums Lech[38]